# SN 2008ad
SN 2008ad – supernowa typu Ia odkryta 30 stycznia 2008 roku w galaktyce A124937+2819. W momencie odkrycia miała maksymalną jasność 18,00m.